# ベンポスタ宮殿
ベンポスタ宮殿（Palácio da Bemposta）は、ポルトガル・リスボンのベンポスタ地区に位置する新古典主義様式の宮殿である。

## 歴史

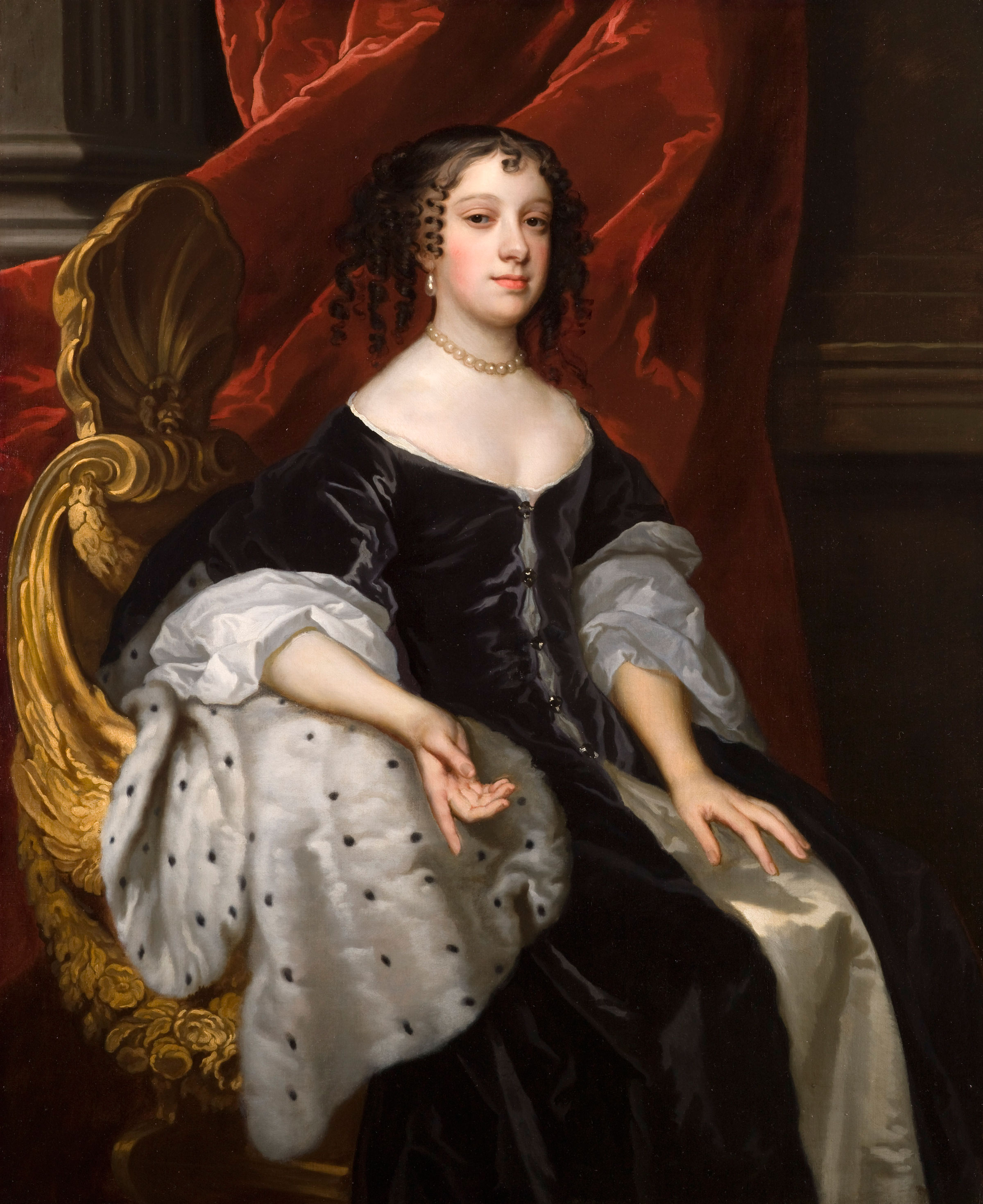
チャールズ2世の未亡人であるキャサリン・オブ・ブラガンザは、ベンポスタ宮殿の建設を命じた

王位継承者として正当な息子を残さなかったイギリスのチャールズ2世の死から8年後（1685年）、ポルトガルのジョアン4世の娘であるキャサリン・オブ・ブラガンザは1693年にポルトガルに戻った。リスボンに家がなかったため、キャサリンはベンポスタ宮殿の建設を命じた。その後、宮殿は長年キャサリンの住居として使われていた。
キャサリンが1705年に死去した後、弟のペドロ2世が宮殿を相続した。ジョアン5世は宮殿を1707年にカサ・ド・インファンタード（ポルトガル王の次男の財産）に移された。
1755年のリスボン地震の後、建築家のマヌエル・カエターノ・デ・ソウザによって宮殿の大規模な再建が行われた。しかし、王族が他の住居に移るにつれて、宮殿は放棄されはじめました。1798年には、宮殿はすでに廃墟化していた。
1803年には、ジョアン6世が宮殿を住居とした。宮殿を住みやすくするため、1822年、1824年、1825年にはさまざまな改造工事が行われた。
1828年、ミゲル1世は宮殿で毎週会見を開いた。
マリア2世が宮殿を1837年にポルトガル陸軍に譲渡し、大規模な改造後1851年にポルトガル陸軍学校になった。1853年、これまで私有であった礼拝堂は、一般人に公開された。
2001年に、キャサリン・オブ・ブラガンザの記念碑が宮殿正面前に設置された。

## 設計

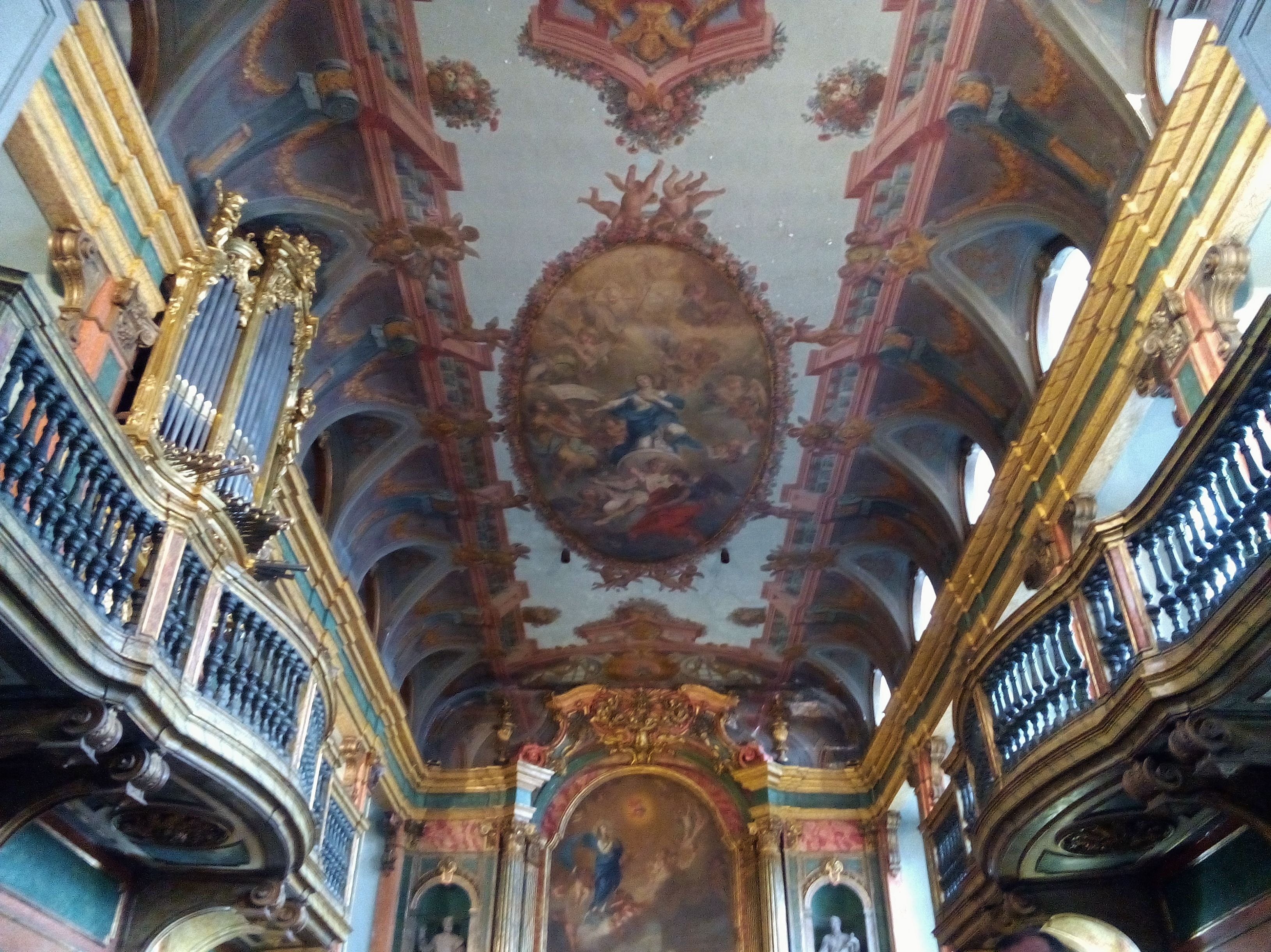
ホセ・トロニとトーマス・Ｆ・ヒッキーによって設計された宮殿の礼拝堂

ベンポスタ宮殿の建築様式は新古典主義様式であり、構造は混合構造である。多くの花形には、石灰岩と大理石が使用されたが、構造自体は鉄筋造、木造、石造の混合構造である。建築家のジョアン・アントゥネスは宮殿の建築を担当し、もともと敷地にあった1501年に建設されたチャペルを宮殿の設計に取り入れた。
正面のファサードには、メインフロアに向かってリボン状に伸びる2つの階段と、手すり子のあるベランダがある。礼拝堂のアトリウムには、イサベル・デ・アラゴン・イ・シシリアと洗礼者ヨハネの像がある。